# Intentional Software
Intentional Software var et softwarefirma, der var ejet af Charles Simonyi (tidligere softwareudvikler hos Microsoft).
”Intentional Software”  betyder oversat til dansk  ”Tilsigtet Software”.
Firmaet blev 18. april 2017 overtaget af Microsoft.

## Ekstern henvisning
- Intentional Software Arkiveret 30. december 2010 hos  Wayback Machine Siden er lukket efter Microsofts overtagelse.

| Firma | Spire Denne artikel om et firma eller en virksomhed i USA er en spire som bør udbygges. Du er velkommen til at hjælpe Wikipedia ved at udvide den. |